# Правовий статус Арктики

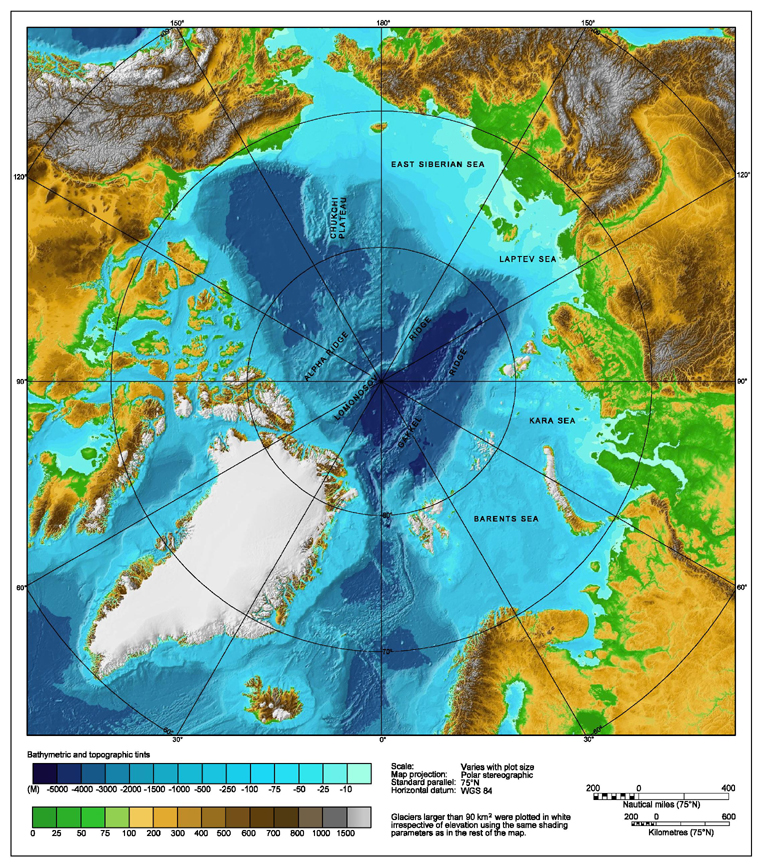
Топографія Арктики

Згідно з міжнародним правом, жодній країні на теперишній час не належить Північний полюс чи регіон Північного Льодовитого океану, що його оточує. П'ять оточуючих Арктику країн — Росія, Сполучені Штати (через Аляску), Канада, Норвегія та Данія (через Гренландію) — обмежуються виключно економічною зоною у 200 морських миль (370 км, 230 миль), прилеглою до їх узбережжя. Води за межами територіальних вод прибережних держав вважаються «відкритим морем» (тобто міжнародними водами). Морське дно за межами виключної економічної зони, продовження континентального шельфу вважаються «спадщиною всього людства» і управляється Міжнародним органом з морського дна ООН.
Після ратифікації Конвенції Організації Об'єднаних Націй з морського права країна має десятирічний період на пред'явлення вимог до розширеного континентального шельфу, яка, у випадку підтвердження, надає їй виняткове право на ресурси нижче дна розширеної області. Норвегія (ратифікувала конвенцію в 1996 р.), Росія (ратифікована у 1997 р.), Канада (ратифікована у 2003 р.) та Данія (ратифікована у 2004 р.) розпочали власні проекти, щоб забезпечити основу для претензій на морське дно розширеного континентального шельфу за межами їхніх виключних економічних зон. Сполучені Штати підписали, але не ратифікували Конвенцію з морського права.
Стан деяких частин Арктики є предметом спору з різних причин. Канада, Данія, Норвегія, Росія та Сполучені Штати трактують частини арктичних морів як «національні води» (територіальні води до 12 морських миль (22 км)) або «внутрішні води». Суперечки існують і щодо існування морських проходів, які являють собою «міжнародні морські шляхи», тобто право на прохід по них.

## Претензії

### Російська Федерація

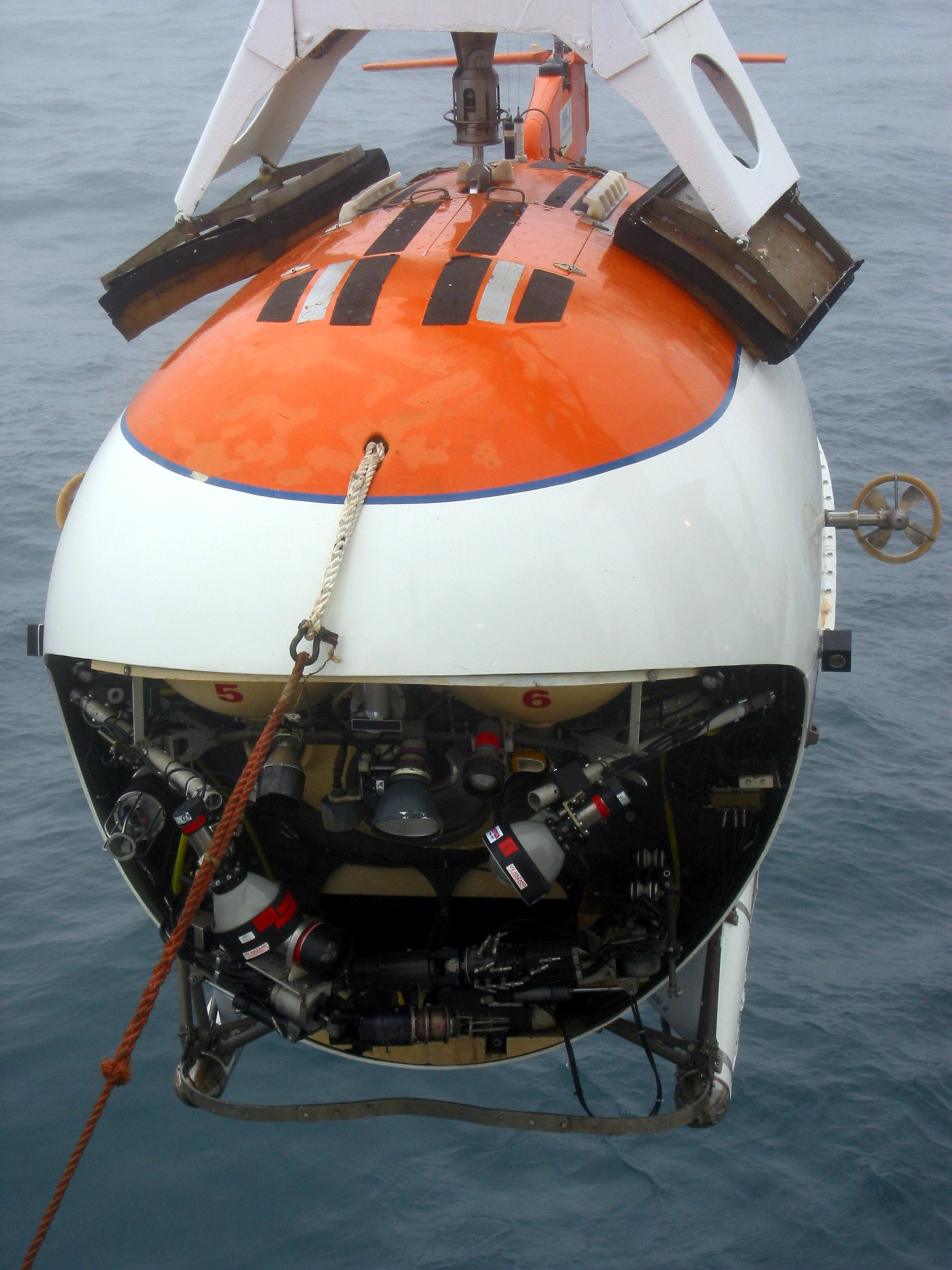
Підводний апарат Мир

Росія ратифікувала Конвенцію з морського права в 1997 р., щоб претендувати на розширений континентальний шельф.
Російська Федерація претендує на велике розширення континентального шельфу до Північного полюса на основі хребта Ломоносова в межах свого сектора Арктики. Москва вважає, що східний хребет Ломоносова є продовженням Сибірського континентального шельфу. Претензії Росії не перетинають демаркаційну лінію російсько-американського арктичного сектору та не поширюються на арктичний сектор будь-якої іншої держави Арктичного узбережжя.
20 грудня 2001 р. Росія здійснила офіційне подання до Комісії ООН з кордонів континентального шельфу відповідно до Конвенції Організації Об'єднаних Націй з морського права (стаття 76 , пункт 8). У документі пропонується створити зовнішню межу континентального шельфу Росії за межами 200 морських миль (370 км) виключної економічної зони в межах арктичного сектора Росії.
2 серпня 2007 р. російська експедиція Арктика 2007 , що складається з шести дослідників під керівництвом Артура Чилінгарова, використовуючи підводний апарат Мир, вперше в історії опустилася на дно океану на Північному полюсі. Там вони залишили російський прапор і взяли проби води і ґрунту для аналізу, продовжуючи місію з представлення додаткових доказів, пов'язаних з російськими претензіями на мінеральні багатства Арктики.

### Сполучені Штати Америки
Станом на жовтень 2013 р. Сполучені Штати не ратифікували Конвенцію ООН з морського права і не мають права подати офіційну заявку на розширений континентальний шельф до Комісії ООН з кордонів континентального шельфу.
У серпні 2007 р. американський криголам берегової охорони, USCGC Healy, попрямував у Північний Льодовитий океан для створення карти морського дна біля берегів Аляски. Ларрі Майєр, директор Центру прибережного й океанського картування Університету штату Нью-Гемпшир, заявив, що поїздка була запланована протягом декількох місяців і не має нічого спільного з історією посадки російського прапора. Мета картографічних робіт на борту Healy — визначення ступеня континентального шельфу на північ від Аляски.

### Норвегія
Норвегія ратифікувала Конвенцію з морського права 24 червня 1996 р. і подала позов до розширення континентального шельфу.
27 листопада 2006 р. Норвегія зробила офіційне подання до Комісії ООН з кордонів континентального шельфу відповідно до Конвенції Організації Об'єднаних Націй з морського права (стаття 76, пункт 8). Там наведено аргументи продовжити норвезьке дно за межі 200 морських миль (370 км, 230 миль).

## Арктичні території
- Аляска (США)
- Алеутські острови (США)
- Архангельська область (Росія)
- Острів Ведмежий (Норвегія)
- Канадський Арктичний архіпелаг
- Чукотський автономний округ (Росія)
- Земля Франца-Йосипа (Росія)
- Ґренландія (Данія)
- Ісландія (більшість території країни на південь від острова Ґрімсей)
- Ян-Маєн (Норвегія)
- Красноярський край (більшість території на південь від Полярного кола) (Росія)
- Лабрадор, (частина Ньюфаундленд і Лабрадор, Канада)
- Мурманська область (Росія)
- Ненецький автономний округ (Росія)
- Новосибірські острови (Росія)
- Північно-Західні території (Канада )
- Нова Земля (Росія)
- Нунавут (Канада)
- Республіка Саха (Якутія) (більшість республіки на південь від Полярного кола) (Росія)
- Північна Земля (Росія)
- Сибір (Росія)
- Шпіцберген (Норвегія)
- Ямало-Ненецький автономний округ (Росія)
- Юкон (Канада)